# Herzberg am Harz
Herzberg am Harz là một thị xã ở Osterode trong bang Lower Saxony, Đức. Đô thị này có diện tích 71,88 km².
Herzberg có Interkultura Centro Herzberg, một câu lạc bộ thúc đẩy ngôn ngữ phụ trợ quốc tế Esperanto. Năm 2006, hội đồng thành phố đã quyết định quảng cáo Herzberg là die Esperanto-Stadt ("thành phố Esperanto").